# Fonds Michel Chomarat
Pour les articles homonymes, voir Chomarat (homonymie).
Le fonds Michel Chomarat est le nom donné aux collections déposées par Michel Chomarat à la Bibliothèque municipale de Lyon en France, dont il est toujours propriétaire. Ces collections, qui s'agrandissent continument depuis 1992, comportent une collection hétéroclite de documents habituellement négligés par les institutions culturelles, tels qu'affiches, jeux, chansons ou tracts et dont les thématiques correspondent aux centres d'intérêt de Chomarat : histoire LGBTQI, marginalité, occultisme et plus spécialement Nostradamus, iconographie religieuse populaire.

## Histoire

### Acquisitions

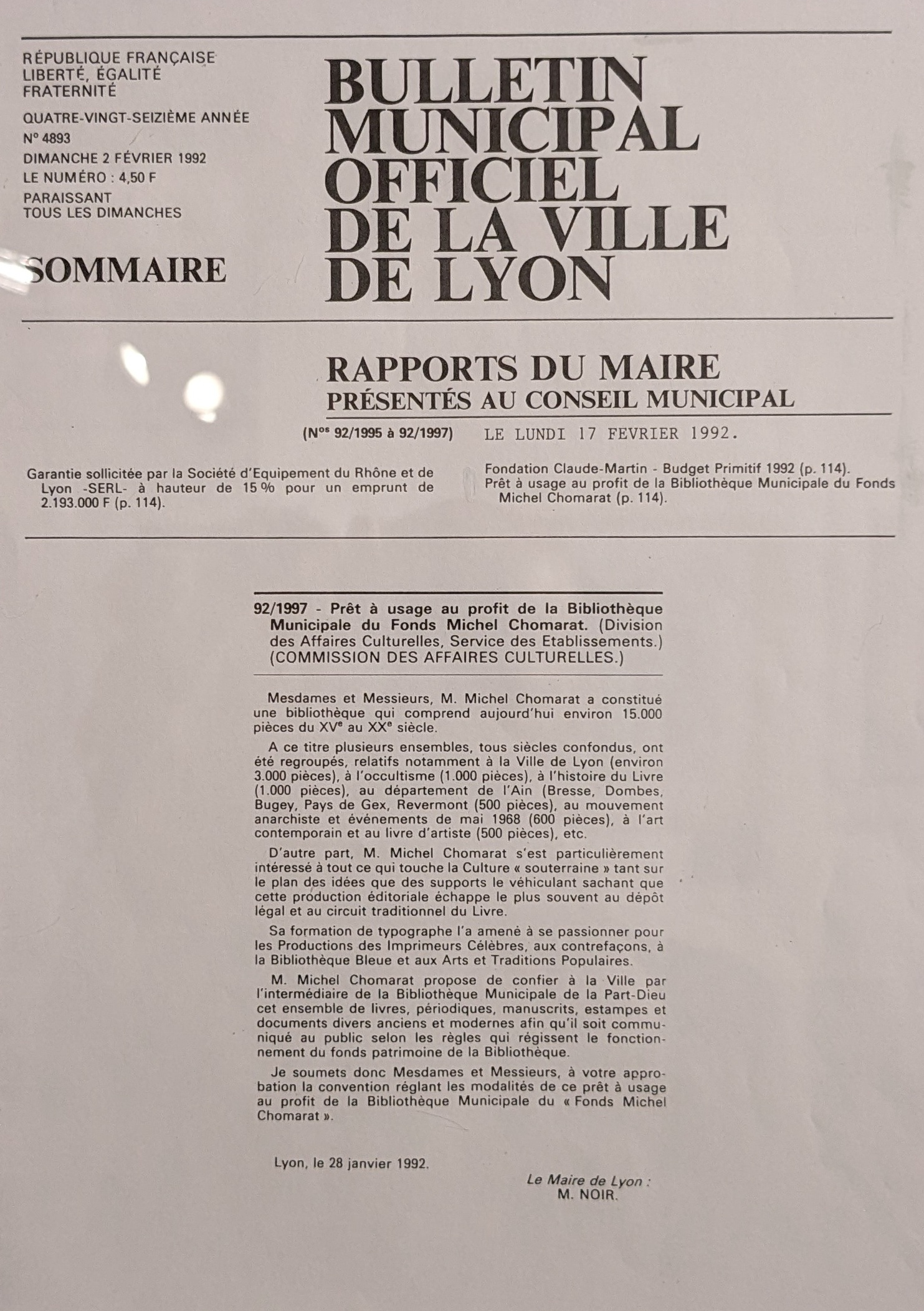
Convention de prêt à usage entre Michel Chomarat et la ville de Lyon, adoptée par le conseil municipal le 17 février 1992.

Le fonds Chomarat naît, sous la forme juridique d'un dépôt à usage (du public), par une convention signée entre Michel Chomarat et la Ville de Lyon, le 17 février 1992. Le fonds contient alors 15 000 pièces : 8 000 imprimés, 2 000 tracts politiques, syndicaux et religieux, 1000 estampes et 3 000 périodiques.
Le fonds ne cesse alors de grandir : il comprend 19 033 cotes en octobre 1993, pour dépasser les 60 000 cotes en 2012. Cette acquisition se fait grâce à Michel Chomarat, qui récupère lui-même des affiches en les décollant, échange des documents avec Gerard Koskovich à San Francisco ou traque les ventes publiques : il acquiert ainsi, en 2021, une édition de La Légende dorée ayant appartenu à Nostradamus et vendu aux enchères.
Le fonds s'enrichit aussi de dons ponctuels : ainsi, la tenue des assises de la mémoire gaie et lesbienne provoque une vague de dons d'homosexuels âgés ; des artistes proches de Chomarat, tels que Jean-Marc Scanreigh ou le photographe Julien Adelaere, font aussi don de leurs œuvres.
En 2002, si plus de 50 000 documents, du XVe siècle à nos jours, ont été catalogués par Jean-Paul Laroche et sont accessibles sur le site de la Bibliothèque municipale de Lyon, les acquisitions se poursuivent, mais une grande partie du fonds est toujours en cours de catalogage, sur les 1546 mètres linéaires occupés par le fonds, seuls 834 sont traités.
En 2007, à la suite de la fermeture d'Illico, le fonds s'enrichit des archives du magazine. L'année suivante, l'association LGBT lyonnaise ARIS verse de nombreux documents, essentiellement des magazines, au fond ; toutefois, l'ambiguité du fonds fait que l'association croit donner à la bibliothèque, alors que c'est Michel Chomarat qui devient le nouveau propriétaire.
En 2020, à la mort de la militante Mireille Szatan, le fonds s'enrichit de dessins d'enfants réalisés dans le cadre de missions humanitaires, mais aussi d'affiches, de photographies et de publications liées aux luttes palestiniennes, au Sahara occidental et notamment le Front Polisario ou au Liban du Sud.

### Mission Mémoire
À la suite de l'élection de Gérard Collomb à la mairie de Lyon, Michel Chomarat se trouve à la tête, pendant dix ans, de la mission Mémoire, qui vise à documenter l'histoire des communautés juives, arméniennes, immigrées, homosexuelles et tziganes : « Lyon doit être capable - sans toutefois encourager le communautarisme - de mettre en mouvement [...] les histoires de ces groupes sociologiques. [...] L'histoire officielle de notre ville a fait l'impasse depuis trop longtemps sur l'importance du rôle de ces communautés qui avaient le tord d'être plus ou moins "en marge". ». Cet engagement de Michel Chomarat fait notamment suite au décès à la suite du sida, en 1990, de son compagnon Denis Meyer et, plus généralement, du silence qui entoure les malades en France.

### Le fonds au sein de la bibliothèque
Le catalogage de la collection n'est pas effectuée par des bibliothécaires fonctionnaires ou contractuels de la fonction publique, mais par un bibliothécaire privé, Jean-Paul Laroque, médecin de formation.
Les relations entre la bibliothèque et Michel Chomarat sont au début difficiles, notamment en raison de l'ambiguïté du positionnement de celui-ci : il est à la fois possesseur du fonds, mais aussi membre de cabinet de Gérard Collomb, alors maire de Lyon. Michel Chomarat reproche à la bibliothèque sa frilosité à valoriser le fonds, le temps que prend le catalogage et plus généralement le manque de moyens investis, tandis que l'institution se plaint du manque de contrôle sur la collection, en particulier de l'impossibilité de désherber les documents faisant doublon avec le fonds général et/ou d'intérêt jugé trop faible. Les relations s'apaisent grâce à l'augmentation de la notoriété du fonds, qui est souvent sollicité.
En 2005, dans le cadre de la mission Mémoire, est créé le point G, centre de ressources documentaires sur le genre et l'histoire LGBT destiné aux consultations au grand public : malgré des liens thématiques forts avec le fonds Chomarat, les relations entre les deux sont mauvaises.

### Valorisation

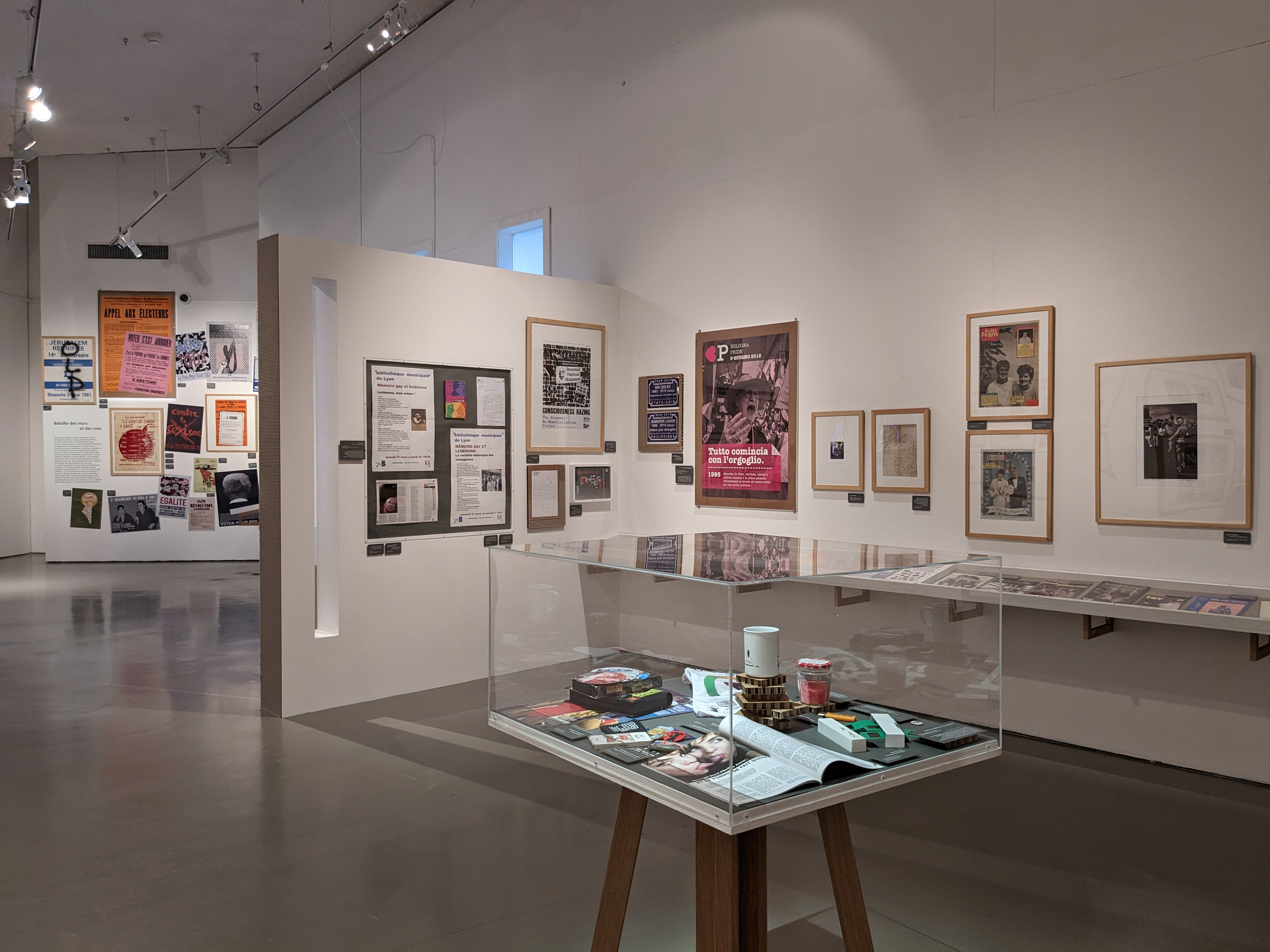
Exposition Dans les marges.

La bibliothèque de Lyon organise régulièrement des expositions valorisant le fonds Chomarat : ainsi se tient, Prophétie pour temps de crise : interprétations de Nostradamus au fil des siècles en 1997, Si tu es sage, tu auras une image : imagerie populaire, religieuse et profane en 1998, Lyon, carrefour européen de la franc-maçonnerie en 2003 au musée des Beaux-Arts de Lyon, Follement gay ! L'homosexualité dans les collections de la bibliothèque de Lyon, du 31 octobre au 31 décembre 2005, Magie blanche & noire en 2008 à la médiathèque de Vaise, Genet ni père ni mère - Jean Genet dans les collections de la bibliothèque municipale de Lyon en 2011, Au bonheur des images. Estampes populaires à la Guillotière au XIXe siècle la même année au musée de l'imprimerie, Pasolini, une vita violenta en 2006, Martin Luther King, le rêve brisé ? en 2018  et, du 15 septembre 2022 au 28 janvier 2023, Dans les marges - 30 ans du fonds Michel Chomarat à la bibliothèque.

## Thématiques
Le fonds Chomarat est doublement dans les marges : dans les formes des documents qu'il conserve (affiches, tracts politiques, fanzines, iconographie religieuse, ouvrages populaires, almanachs), mais aussi dans ses thématiques (groupes marginalisés comportant pêle-mêle prostituées, personnes LGBTQI, criminels, syndicalistes et militantisme anti-raciste).
Les principales thématiques sont : littérature grise et éphémères (20 000 réf. dont 15 000 tracts politiques et syndicaux), sexualités  LGBT, fonds Jean Genet & Pier Paolo Pasolini (4 000 réf.), Lyon (3 500 réf.), musique (3 000 réf.), théâtre, dont Festival d'Avignon (5 200 réf.), Nostradamus (1 700 réf.), Franc-Maçonnerie (1 200 réf.).
En classant les livres par siècle d'impression : XVe siècle (17 réf.), XVIe siècle (670 réf.), XVIIe siècle (1 400 réf.), XVIIIe siècle (4 600 réf.), XIXe siècle (11 000 réf.), XXe siècle (22 200 réf.). En plus des livres, le fonds contient 4 500 estampes (gravures, images, affiches, photos), 2 500 manuscrits et tapuscrits, 2 000 périodiques, 650 dossiers thématiques et onomastiques.
En complément, les documents relatifs aux activités associatives (Amis de Michel Nostradamus), culturelles (Centre Culturel de Buenc), éditoriales, et politiques (Génération écologie), de Michel Chomarat, sont conservés aux Archives municipales de Lyon, sous la cote 268 II. Leur communication est régie par la loi du 15 juillet 2008.

### Formes marginalisées

#### Jeux

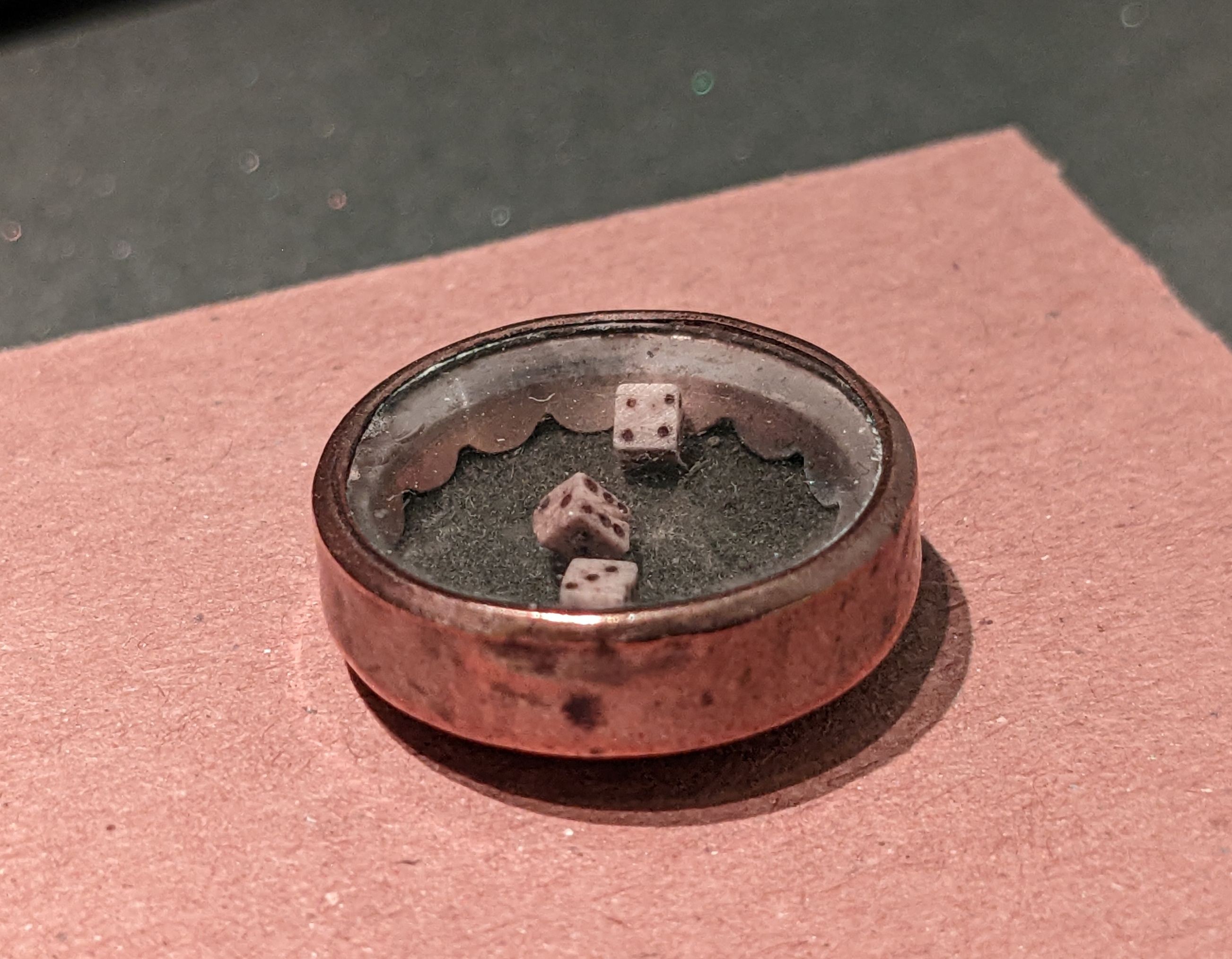
Jeu de 421 en laiton dans un fragment de douille ayant appartenu à un poilu.

La collection de jeux du fonds Chomarat documente comment l'idéologie imprègne les productions visuelles et populaires liées à l'enfance, en particulier le colonialisme, l'antisémitisme, l'anti-franc-maçonnerie, le nationalisme ou l'idéologie de guerre.

#### Imprimerie populaire
Le fonds comporte de nombreux documents issus de l'imprimerie populaire du XIXe siècle, vendue de porte-à-porte par colportage : ouvrages de la bibliothèque bleue, almanachs...

#### Chansons
Comme pour les jeux, les chansons du fonds permettent de documenter de vastes thématiques : genre et sexualité, franc-maçonnerie, culture populaire, antisémitisme avec le motif du Juif errant.
Le fonds documente aussi la chanson comme pratique sociale, politisante et d'affirmation d'un groupe, telle que le chant À Saint-Nizier des prostituées occupant une église lyonnaise en 1975.
Enfin, la collection comprend de nombreux « canards sanglants », des imprimés occasionnels qui mettent en chanson des crimes réels comme fictifs.

### Groupes marginalisés

#### LGBTQI

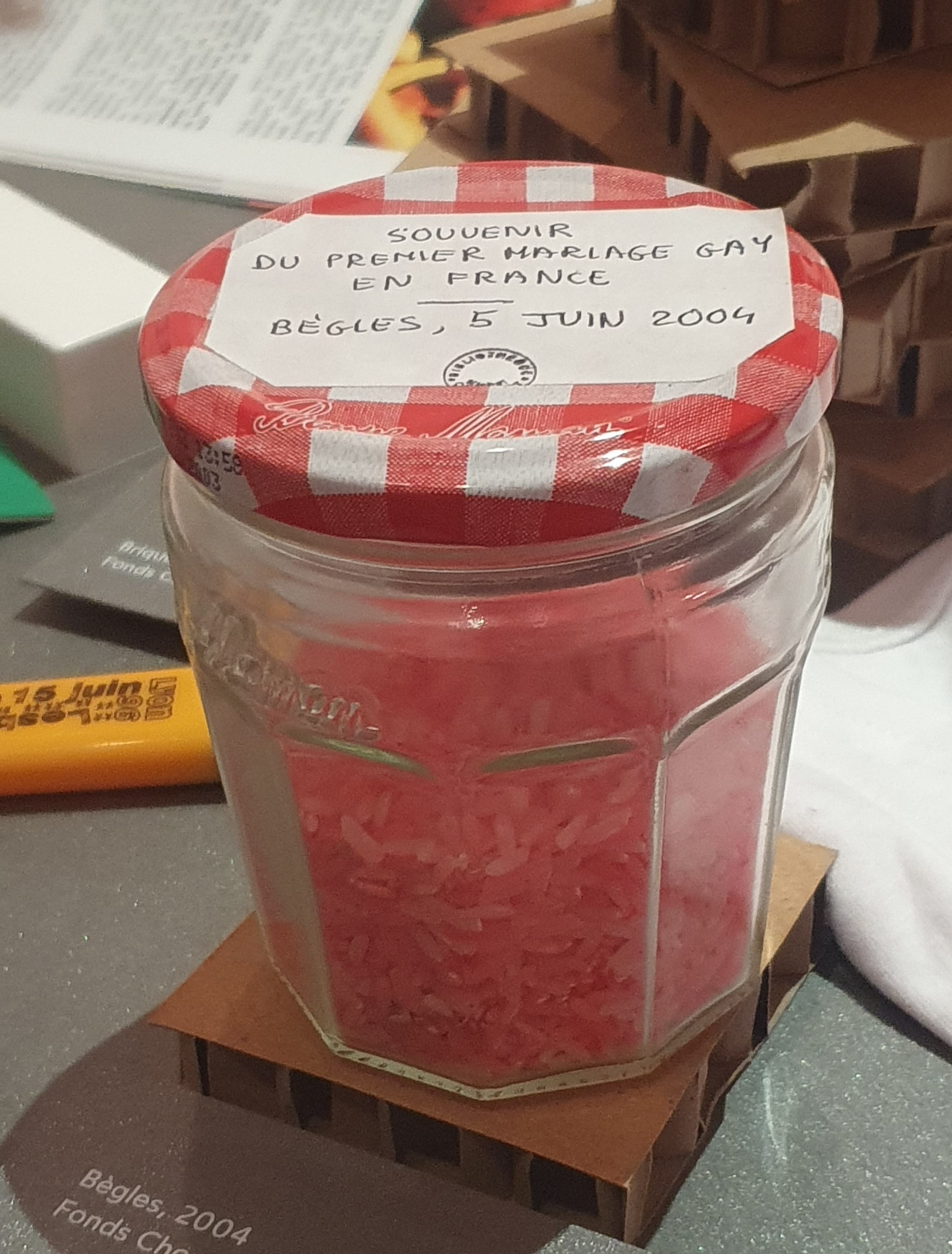
Bocal contenant du riz rose lancé lors du mariage de Bègles en 2004.

Le fonds LGBTQI est extrêmement divers, et manque, en 2022 de catalogage : des livres du XXe siècle, des collections de magazines français et étrangers, énormément d'affiches d'évènements politiques, soirées festives et lieux de rencontre, des dossiers thématiques (coupures de presse, flyers) sur des groupes, associations et personnalités, du matériel de prévention contre le sida et les IST, ainsi que du matériel pornographique (revues, films et photographie), essentiellement gaie.
Bien que le fonds Chomarat est la première et la plus grande collection publique sur l'histoire LGBT, cet aspect est mal connu : à Lyon, il faut attendre le milieu des années 2000 pour que cet aspect du fonds soit mis en avant : en 1995, les plaquettes de présentation ne mentionnent pas l'homosexualité.
Cette méconnaissance se fait aussi dans le milieu LGBT français : si, en 2001, la politique municipale de valorisation des collections LGBT permet à Lyon d'être élue en mars 2009 ville la plus gay-friendly par Têtu, cette notoriété baisse ensuite, au point que les débats des années 2010 et 2020 sur la création de fonds d'archive LGBTIQ ne mentionnent que très rarement l'expérience lyonnaise, sans doute, d'après le sociologue Antoine Idier, par parisianisme. Le retard de catalogage explique aussi en partie le manque de visibilité en-dehors de la ville.

#### Prostituées
Une grande partie du fonds Chomarat lié à la prostitution vient des archives du Père Louis Blanc, mort en 2019 et engagé dans le soutien des prostituées et le mouvement du Nid.

### Marginalisation
Le fonds Chomarat documente les processus de marginalisation, en particulier homophobes et contre ce que l'extrême-droite désignait comme l'anti-France : juifs, francs-maçons et immigrés.

### Occultisme et ésotérisme

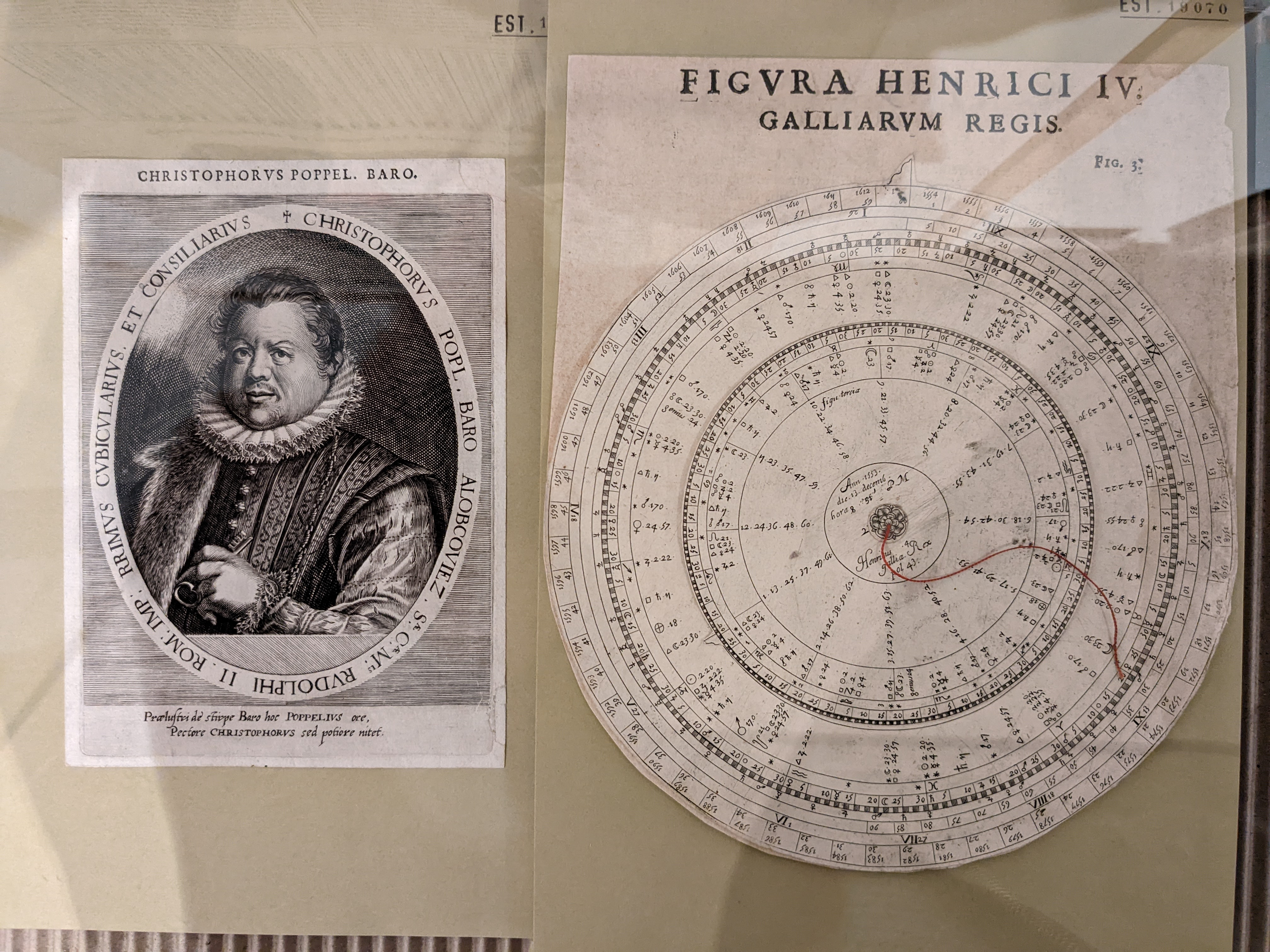
Volvelle du thème astral de la naissance d'Henri IV.